# Ninja: Shadow of Darkness
Ninja: Shadow of Darkness è un videogioco d'azione in stile picchiaduro a scorrimento sviluppato da Core Design e pubblicato da Eidos Interactive nel 1998 per PlayStation.

## Trama
(Proverbio ninja, tagline del gioco)
Fin dall'antichità due grandi famiglie sono sempre state in guerra fra loro, ognuna con il desiderio di controllare i territori dell'altra, comportando così a continui spargimenti di sangue. Un giorno i discendenti di entrambe le dinastie, colti dal rimorso del male causatogli dalle corrispettive tribù, decisero di siglare un trattato di pace tra le genti per un periodo di tempo non specificato. Tuttavia Katasaki, uno dei sovrani, praticò in gran segreto le arti magiche, liberando così una temibile e potentissima forza oscura di nome Batanaka, il signore dei demoni, che prese il sopravvento e il controllo di tutta la regione, a tal punto che nemmeno i sovrani più potenti hanno potuto nulla dinanzi a tale minaccia.
Nonostante ciò tra le persone è ancora accesa una speranza che porta il nome di Kurosawa, un giovane uomo che dopo un lungo addestramento diventa un ninja molto abile nel combattimento corpo a corpo e negli incantesimi, il quale ha il compito di debellare una volta per tutte l'oscurità dalle terre in cui vive per far ritornare la luce.

## Modalità di gioco
Il giocatore prende il controllo del ninja Kurosawa, il quale dovrà farsi strada lungo ogni livello sconfiggendo tutti i nemici che incontrerà lungo il percorso, facendo uso delle arti marziali, tirando bombe, sfruttando armi trovate nel tragitto come ad esempio una katana o fare uso di incantesimi, mentre per colpire gli avversari in lontananza può anche lanciare degli shuriken in numero illimitato. 
Attraversando i diversi paesaggi ci si imbatterà spesso in vari forzieri, i quali potranno contenere al loro interno delle monete, dei tesori, oggetti che permetteranno di ripristinare la salute o in casi meno fortunati delle trappole che se non si eviteranno in tempo faranno perdere energia al personaggio. Il denaro raccolto potrà essere speso in un negozio, accessibile dopo aver completato con successo un'area, dove si potranno acquistare eventuali potenziamenti, armi, equipaggiamento ed altri oggetti per il ninja.
Ogni zona è caratterizzata non solo dalla presenza di nemici di vario tipo, ma anche di trappole che dovranno essere evitate e semplici enigmi da risolvere per procedere oltre come trovare la chiave per aprire un cancello bloccato, inoltre sono presenti anche delle sezioni nascoste, le quali permetteranno di incrementare il numero di monete nell'inventario; al termine di ogni livello sarà presente un boss, il quale una volta sconfitto permetterà di passare alla sezione di gioco successiva.

## Sviluppo
Ninja: Shadow of Darkness fu annunciato nell'agosto 1997 per Sega Saturn, PlayStation e PC. L'edizione per la console Sony fu posticipata all'anno successivo mentre le altre due vennero cancellate, nonostante quella per Saturn fosse una beta quasi completa.

## Accoglienza
| Testata                            | Giudizio |
| ---------------------------------- | -------- |
| GameRankings (media al 09-12-2019) | 66.00%   |
| Absolute PlayStation               | 83/100   |
| GamePro                            | 4.5/5    |
| GameSpot                           | 5.3/10   |
| PlayStation Official Magazine      | 1.5/5    |
| Game Vortex                        | 92/100   |
| PlayStation Magazine               | 2.5/5    |
| Game Revolution                    | 2/5      |
| IGN                                | 6.5/10   |

Il gioco ha avuto recensioni miste da parte della critica.
GameSpot gli diede un 5.3, affermando "Nonostante i suoi migliori sforzi, Eidos Interactive sta cementando la sua stessa reputazione di azienda in franchising. Qualche altro inciampo come Ninja: Shadow of Darkness da parte dell'azienda di Lara e potrebbe crollare rapidamente come è stata eretta". Game Revolution gli conferì un 2, lodando maggiormente la grafica e il sonoro ma ne sfavorì l'impossibilità di utilizzare un controller analogico come il DualShock e la mancanza di novità.
Doug Perry di IGN gli assegnò un 6.5, tenendo come punti di forza una buona presentazione, una grafica abbastanza buona in 3D con effetti di luce allettanti e battaglie contro alcuni boss uniche nel loro genere, un ottimo comparto sonoro ma con lo sfavore dello stile di gioco, molto standard, privo di innovazioni e la longevità che non invoglia a giocarlo più di una settimana.
Altri giudizi furono dati da: Absolute PlayStation che gli conferì un 83/100, GamePro un 4.5, PlayStation Official Magazine un 1.5, Game Vortex come punteggio un 92/100 ed infine PlayStation Magazine un 2.5.
Il gioco ha ricevuto il punteggio medio di 66.00% sul sito web GameRankings su un totale di otto recensioni e ha venduto 380 000 copie in tutto il mondo.